# Харжевская, Дарья Павловна

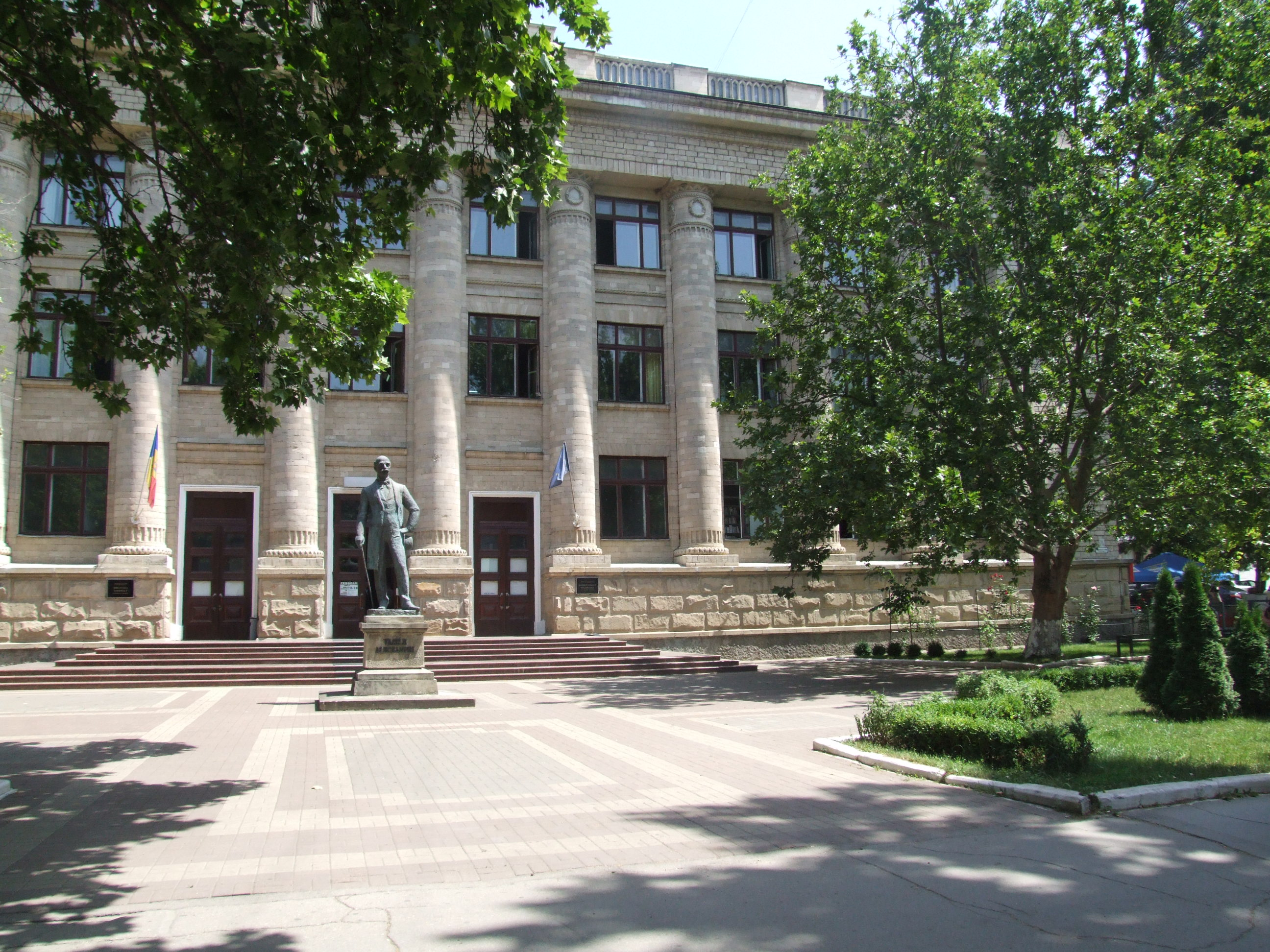
Здание Национальной библиотеки Молдовы (бывшая Кишинёвская публичная библиотека, которой руководила Харжевская)

Да́рья Па́вловна Харже́вская (рум. Daria Harjevschi, 1862 — 26 июня 1934, Кишинёв, Бессарабия, Румыния) — русский и молдавский библиотекарь, библиограф, общественный и культурный деятель. В течение сорока лет руководила Кишинёвской публичной библиотекой.

## Биография
Дарья Харжевская родилась в 1862 году.
В 1884 году возглавила Кишинёвскую публичную библиотеку (сейчас Национальная библиотека Молдовы), которая на тот момент была единственной государственной в Бессарабской губернии. Стала самым молодым директором в её истории. Руководила ею в течение сорока лет — до 1924 года.
В 1889 году ради развития библиотечного дела организовала Конгресс библиотекарей. На нём обсуждали вопросы, как улучшать систематические каталоги, каталогизировать журналы, улучшить обслуживание детей в библиотеках.
В 1899 году обучалась библиотечному делу в Харькове, Полтаве, Одессе. Новый опыт помог Харжевской разработать каталог книг, систематизированный по алфавиту.
В 1911 году участвовала в Конгрессе библиотекарей Российской империи, проходившем в Санкт-Петербурге. Здесь Харжевская презентовала Кишинёвскую библиотеку и внесла ряд предложений по улучшению работы библиотек. В том же году посетила двадцать библиотек в городах, расположенных на Волге и Каме.
Харжевская мотивировала библиотекарей больше помогать читателям, выступала за доступ малообеспеченных детей к залам. Проводила анкетирование среди читателей для того, чтобы сделать пополнение фондов наиболее эффективным, основываясь на их интересах. Лично руководила детским чтением.
Кроме того, была активным общественным деятелем. Организовала общество любителей драматического искусства и народный театр. На театральной площадке стадиона «Циклодром» проводила праздники и карнавалы.
Умерла 26 июня 1934 года в Кишинёве.